# Afioncaraquissar
Afioncaraquissar (em turco: Afyonkarahisar), ou simplesmente Afiom ou Afyon, é uma cidade e distrito do centro-oeste da Turquia. É a capital da província homónima e faz parte da região do Egeu. O distrito tem 1 261 km² de área e em dezembro de 2021 tinha 319 574 habitantes (densidade: 253,4 hab./km²), dos quais 251 799 na cidade.
A cidade situa-se numa zona de planície, a uma altitude entre 1 000 e 1 100 metros, ocupando parte da encosta do maciço montanhoso que se estende sudoeste. Devido à elevada altitude, os invernos são frios e gélidos.
Conhecida pelos hititas (2.º milénio a.C.) como Hapanuwa, no período clássico chamou-se Acroino (em grego: Ακροϊνόν; romaniz.: Akroinοn), Acroënus  e  Nicópolis (Νικόπολις) no período bizantino). Durante o período otomano foi conhecida como Afyon, uma designação ainda muito usada, Kara Hisar ou Afyon Karahisar. Afyon significa ópio ou papoila em turco, uma referência ao que ainda hoje é uma produção agrícola importante na região, kara significa "negro" e hisar significa "castelo".